# 頂複門
頂複門（學名：Apicomplexa，亦作）是原生真核生物之下一個寄生囊泡虫的门，是一個物種分類眾多的大类。其中大部分含有独特的四层膜细胞器顶质体，屬於色素體的一種，可幫助進入宿主的細胞內。
頂複門均为单细胞，产芽孢，并且完全寄生于动物，就除了 Nephromyces屬物種。這個屬的物種與海洋動物共生，過往曾被錯誤歸類為壶菌门真菌的成員。本目物種的移動性構造，例如：鞭毛或偽足等，只會於某些配子階段出現。
过去的分类方法曾经将顶复门内的生物与粘孢子虫和微孢子虫共同归类为Sporozoa（孢子纲），现代分子生物学将后两者分别归入动物界与真菌界后，剩下的大部分归类为顶复门，孢子纲这一分类类群就不再使用了。
頂複門是一个多样化的群体，包括球虫、簇虫、梨形虫、凝血簇虫、疟原虫等。有许多传染病的病原体属于这个门，例如：
- 巴倍斯虫病（英语：Babesiosis）：由巴倍虫属（ Babesia）物種引起；
- 疟疾：由瘧原蟲（Plasmodium）引起；
- 隐孢子虫病：由小隱孢子蟲（Cryptosporidium parvum）引起；
- Cyclosporiasis (Cyclospora cayetanensis)
- 等孢子蟲病（英语：Cystoisosporiasis）：由一種名為Cystoisospora belli（舊作Isospora Belli）的等孢子蟲屬引起；
- 弓蟲症：由弓形虫（Toxoplasma gondii）引起。

頂複門的學名Apicomplexa来源于拉丁文单词apex（顶端）和 complexus（複合）：特指在頂複門的生命週期還在孢子階段時在細胞內的一組細胞器。

## 分類

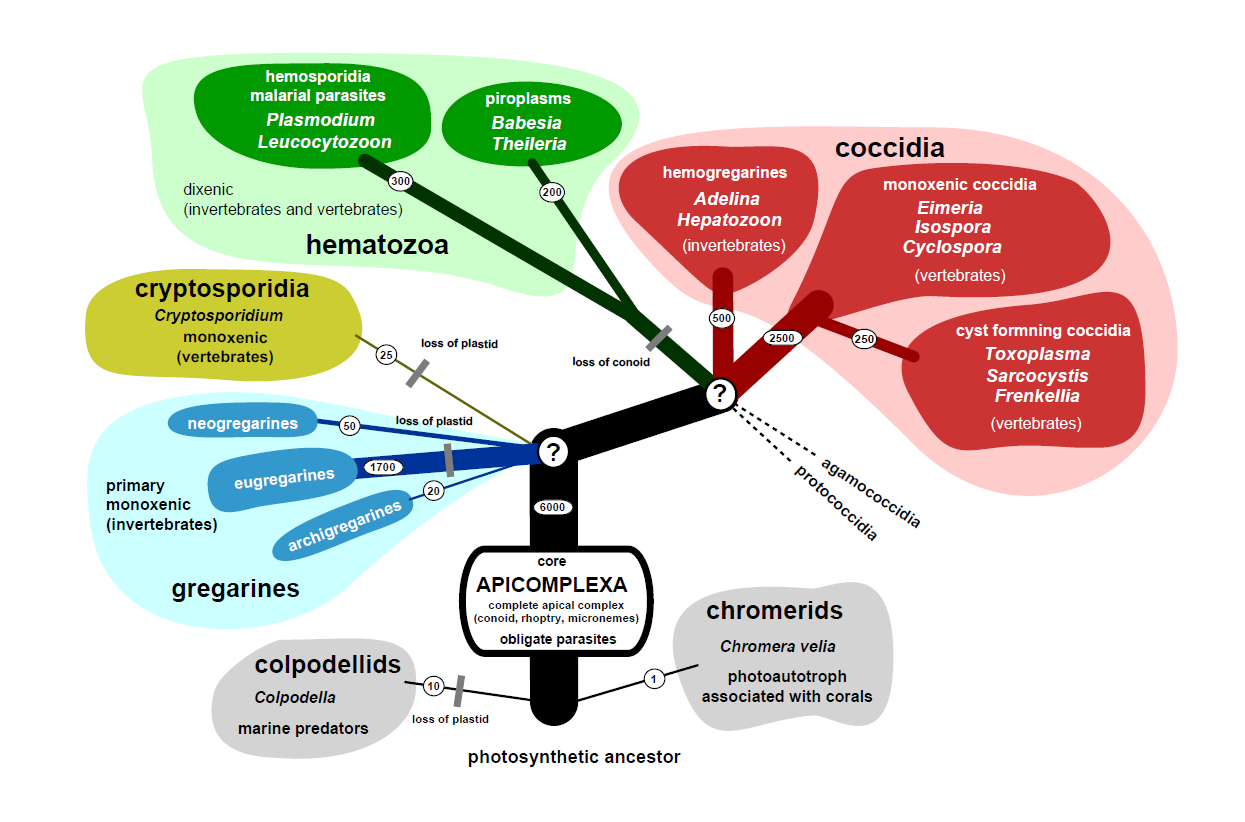

本分類取材於Perkins et al. (2000)。儘管由於柏金絲蟲科被確認為甲藻的姐妹群而不再屬於頂複門，但其餘分類仍然有參考價值。茲詳列如下：
- 无类锥体纲 Aconoidasida（= Hematozoa，没有类锥体）
  - Order Haemospororida
  - 梨形蟲目 Piroplasmorida
- 类锥体纲 Conoidasida（有类锥体）
  - 簇虫亚纲（英语：Gregarinia）Gregarinia（英语：Gregarinia） (= Gregarinasina)
    - Order Archigregarinorida
    - Order Eugregarinorida
      - Suborder Adeleorina
      - 艾美亞目 Eimeriorina：舊屬球虫亚纲？

    - Order Neogregarinorida

  - 球虫亚纲 Coccidia (= Coccidiasina)
    - Order Agamococcidiorida
    - Order 真球蟲目 Eucoccidiorida
    - Order Ixorheorida
    - Order Protococcidiorida

## 外部連結
- Brands, S.J.  (Website database). Taxon: Genus Cryptosporidium. Amsterdam, The Netherlands: Universal Taxonomic Services. 2000  [2019-02-03]. （原始内容存档于2007-09-26）.
- . （原始内容存档于2021-04-20）.